# Масленников Денис Костянтинович
Денис Костянтинович Масленников (Масленніков) — старший лейтенант Збройних сил України, 79-а окрема аеромобільна бригада.

## Життєпис
2010 року закінчив Академію сухопутних військ імені гетьмана Петра Сагайдачного, спеціальність «бойове застосування та управління діями аеромобільних підрозділів».
У 2014-го брав участь в бойових діях на сході України. 25 липня під час виконання бойового завдання із забезпечення прикриття спеціальної групи по евакуації льотчика зі збитого українського винищувача старший лейтенант Масленніков біля Дякового забезпечив переправлення пілота в тил військ.
У березні 2022-го брав участь в операції по звільненю Ірпіня, Київської області у складні зведеного загону національної поліції.

## Нагороди
8 вересня 2014 року — за особисту мужність і героїзм, виявлені у захисті державного суверенітету та територіальної цілісності України, вірність військовій присязі під час російсько-української війни, відзначений — нагороджений орденом Богдана Хмельницького III ступеня.